# Appat, Qaanaaq
Appat (danska: Saunders Ø) är en ö i Qaanaaq på Grönland. Dess yta är 103 km2. Den hade inga invånare år 2005.